# Houbaropsis
Houbaropsis is een monotypisch geslacht van vogels uit de familie trappen (Otididae). De enige soort is:
- Houbaropsis bengalensis – Baardtrap